# Caracal caracal michaelis
Espèce
Sous-espèce
Statut de conservation UICN

 EN  : En danger
Statut CITES
Le Caracal du Turkménistan (Caracal caracal michaelis) est une sous-espèce de Caracal vivant au Turkménistan au nord de l'Iran et en Afghanistan. Certains auteurs considèrent Caracal caracal michaelis comme étant la même sous-espèce que Caracal caracal schmitzi autre caracal vivant en Asie.

## Menace
C'est l'une des sous-espèces de caracal la plus rare à cause de son utilisation comme animaux de chasse au petit gibier, pour sa fourrure et ses pinceaux (poils au-dessus des oreilles) et la destruction de son habitat. 

## Alimentation
Rongeurs
- Spermophilopsis leptodactylus, Marmota menzbieri, Sousliks jaunes, Lérotin commun, Myomime à queue fine, Loir Gris, Petite gerboise, Allactaga major, Allactaga severtzovi, Gerboise de Sibérie, Gerboise de Bobrinski, Dipus sagitta, Gerboise de Lichtenstein, Jaculus blandfordi, Gerboise à doigts pectinés, Stylodipus telum, Calomyscus mystax, Blanfordimys afghanus, Ellobius fuscocapillus, Ellobius talpinus, Ellobius tancrei, Microtus irani, Compagnole du Turkménistan, Microtus transcaspicus, Mérione de Libye, Mérione du Sud, Mérione de Perse, Meriones tamariscinus, Meriones zarudnyi, Grande gerbille, Nesokia indica.

Lièvres et pikas
- Lièvre de Tolai, Pika Afghan

Herbivore
- Gazelle à goitre, Sanglier turkmène et Chèvre domestique quand l'occasion se présente.

## Captivité
Le seul zoo en Europe à en avoir, est le Poznan Nowe Zoo.